# Église Saint-Maximin de Thionville
 (mai 2019).
Si vous disposez d'ouvrages ou d'articles de référence ou si vous connaissez des sites web de qualité traitant du thème abordé ici, merci de compléter l'article en donnant les références utiles à sa vérifiabilité et en les liant à la section « Notes et références ».
Pour les articles homonymes, voir église Saint-Maximin.
L'église Saint-Maximin est une église catholique située à Thionville, en France.

## Localisation
L'église est située dans le département français de la Moselle, dans la commune de Thionville, dans le centre-ville.

## Historique
Jusqu'en 1900, Thionville ne compte qu'une seule paroisse, dépendant depuis l'an 930 de l'abbaye Saint-Maximin de Trèves et placée sous l'invocation de ce saint après avoir été, semble-t-il, dédiée à saint Paul et saint Eustache.
L'église primitive aurait été érigée au XIIe siècle dans l'actuelle rue Brûlée, puis reconstruite à son emplacement actuel après l’incendie de 1493 qui donne son nom à cette rue. Des fouilles effectuées lors de la destruction des remparts révèlent que la deuxième église, régulièrement orientée, avait un  chœur gothique à sept pans.
Vers 1730, la ville envisage la reconstruction de cette église qui ne peut plus accueillir qu'un sixième des paroissiens. L'abbé de Saint-Maximin de Trèves refusant la dépense nécessaire, s'ensuivent de longues négociations avant l'adoption définitive en 1756 du plan de l'architecte messin Le Brun. La ville dut toutefois s'endetter pour payer le surplus aux entrepreneurs Cuny Meaux et Nicolas Geisler qui conduisent rapidement les travaux, achevés en 1759.
Consacrée en 1760, l'église ne subit guère de modifications jusqu'en 1870. Fortement endommagée par les bombardements du siège, elle doit être restaurée puis reconsacrée en 1883. Une grande sacristie cruciforme est alors ajoutée dans l'axe du chevet.
L'édifice est classé au titre des monuments historiques en 1984.

## Mobilier

### L'autel
Le 7 janvier 2024, un nouvel autel, contenant les reliques de saint Maximin, sainte Claire, saint Eustache, saint Augustin et saint Bernard de Corleone, est consacré par l'évêque Philippe Ballot, qui bénit aussi le nouveau mobilier liturgique.

### Les Grandes Orgues

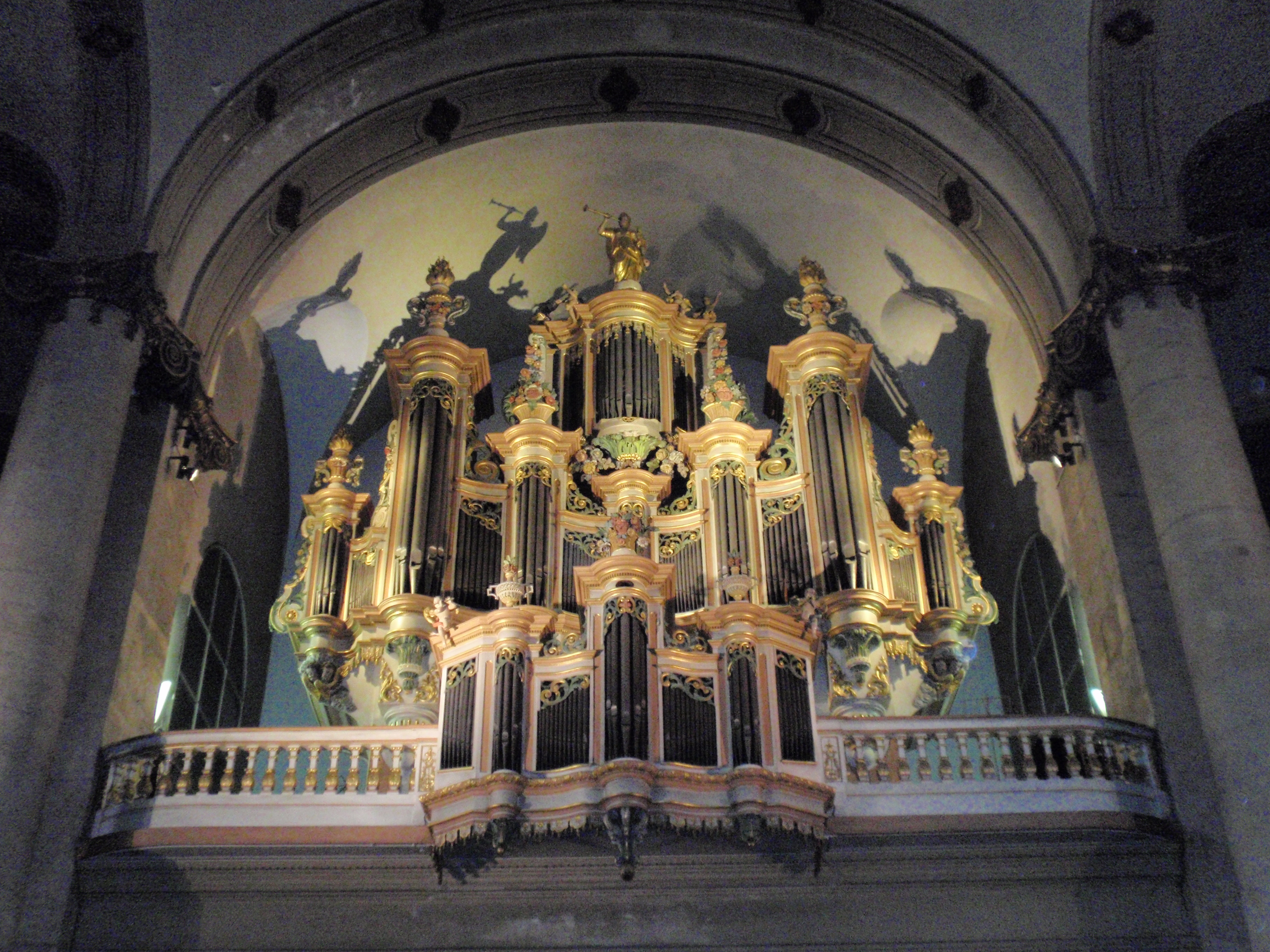
Le buffet des orgues de Saint-Maximin (2010)

L'église Saint-Maximin possède un orgue dès le XVIe siècle dont il ne subsiste aucune trace. En 1704, cet ancien instrument est remplacé par un orgue du facteur Legros. Après la reconstruction de l'église en 1765, un horloger amateur d'orgue, Georges Dondaine, intègre la majeure partie du matériau sonore ancien dans un instrument neuf, lui-même recomposé en 1792 avec les débris de l'orgue de l'abbaye Saint-Clément de Metz.
Tout au long du XIXe siècle et jusqu'à l'aube du XXe siècle, ce bel instrument classique connaît une longue série d'interventions qui en modifièrent l'esthétique, notamment en 1838 avec la facteur Troes, en 1848 avec Antoine Sauvage ancien élève de Cavaillé-Coll. En 1872, la maison Dalstein-Haepfer supprime le positif de dos et retourna la console. Les jeux du positif comme ceux du récit sont replacés derrière le grand orgue dans une boite expressive. Pour achever leur travail, les facteurs conseillent au menuisier Weyer de remplacer les sculptures, trophées de musique et autres ornements disparus à la suite des évènements de 1870.
En 1912 est installée une soufflerie électrique. La même année, le facteur Staudt de Puttelange, installe un système de transmission pneumatique. À bout de souffle, épuisé par trop de mises au goût du jour, l'orgue de Saint-Maximin appelle une restauration.
Préparée par des recherches historiques et un inventaire complet au démarrage, cette restauration est confiée à une équipe d'experts : Michel Chapuis, Marc Schaefer et le docteur Raber. C'est ainsi qu'en 1969, le maître facteur d'orgue Alfred Kern de Strasbourg reconstitue magnifiquement la composition de l'orgue selon l'esthétique du XVIIe siècle.
L'orgue de Thionville est un exemple de synthèse classique où se retrouve à la fois des éléments de l'orgue français : pleins-jeux et jeux d'anche du grand orgue et de l'orgue d'Allemagne du nord : pleins jeux du positif et jeux d'anches de 32 et 16 pieds à la pédale.
L'orgue comporte 4 500 tuyaux répartis sur trois claviers de 56 notes, un pédalier de 30 notes et 44 jeux.
Depuis septembre 1969, Raphaële Garreau de Labarre est l'organiste officielle de Saint-Maximin.

#### Registration de l'orgue
Légendes : (**) : Jeu du XVIIIème siècle / (*) : Jeu en grande partie du XIXème siècle / (+) : Jeu neuf du facteur Kern

##### Grand orgue
| - Bourdon 16' (**) - Montre 8' (**) - Bourdon 8' (**) - Gros nazard 5' 1/3 (+) - Prestant 4' (**) - Grosse tierce 3' 1/5 (+) - Doublette 2' (**) | - Fourniture IV rgs (*) - Cymbale V rangs (+) - Cymbale-tierce II rgs (+) - Cornet V rangs (**) - Trompette 8' (*) - Voix humaine 8' (*) - Clairon 4' (**) |  |

##### Positif de dos
| - Bourdon 8' (**) - Viole de gambe 8' (+) - Prestant 4' (**) - Flûte à cheminée 4' (**) - Nazard 2' 2/3 (*) - Doublette 2' (**) | - Tierce 1' 3/5 (+) - Larigot 1' 1/3 (+) - Fourniture IV-VI rangs (+) - Cromorne 8' (+) - Hautbois 4' (*) |

##### Récit expressif
| - Bourdon 8' (+) - Prestant 4' (**) - Flûte 4' (*) - Quarte 2' (**) - Sifflet 1' (+) | - Cymbale III rangs (+) - Cornet V rangs (+) - Chalumeau 8' (+) - Trompette 4' (+) |

##### Pédalier
| - Flûte 16'(*) - Soubasse 16' (*) - Flûte 8' (**) - Flûte 4' (*) - Nachthorn 2' (+) | - Fourniture VI rangs (+) - Contrebasson 32' (*) - Bombarde 16' (*) - Trompette 8' (+) - Clairon 4' (+) |

### Cloches
La sonnerie de Saint-Maximim de Thionville est l'une des plus imposantes du département du fait de ses 6 cloches fondues par la célèbre fonderie Farnier de Robécourt. C'est la plus imposante sonnerie de cette fonderie et c'est le plus gros bourdon que l'on doive à Georges Farnier. Les 6 cloches sont fondues en 1921 par ce dernier.
- « Maximinus » : diamètre 207,1 cm - 5 740 kg - Sol2
- « Maria » : diamètre 153,1 cm - 2 320 kg - Do3
- « Joannes-Baptista » : diamètre 120,9 cm - 1 141 kg - Mi3
- « Petrus » : diamètre 101,7 cm - 689 kg - Sol3
- « Nicolaus » : diamètre 90,2 cm - 468 kg - La3
- « Joanna-De-Arc » : diamètre 75,2 cm, - 277 kg - Do4